# Tanner Foust
Tanner Foust (Denver, Colorado em 23 de junho de 1973 (51 anos) é um piloto profissional, piloto de manobras e Apresentador de televisão. Compete em rally, drift, corrida no gelo e rallycross possuindo diversos pódios e títulos nacionais. É também co-apresentador da versão norte-americana do programa automotivo Top Gear.

## Carreira
É formado na Universidade do Colorado em Biologia molecular. Se tornou apresentador da série Top Gear que foi ao ar nos Estados Unidos no final de 2010 no canal History Channel. Também foi apresentador de outros shows televisivos incluindo "Speed Channels Super Car Exposed", "SPEED Channel's Redline TV" e "ESPN's Import Tuners".
Tanner foi dublê de manobras em filmes como "Velozes e Furiosos Desafio em Tóquio", "Homem de Ferro 2" e "Os Gatões". É um competidor da Formúla D sendo campeão nos anos de 2007 e 2008. Também competiu no X Games XIII conquistando a medalha de ouro na categoria de rally o que se repetiu na edição seguinte do X Games em que conquistou medalha de ouro nas categorias de corrida de rally e super rally.

## Conquistas
- 2005: Campeão Rally America PGT  [Flatirons Tuning 429 WRX]
- 2006: Summer X Games Rally terceiro tempo mais rápido no Stádio Super Special
- 2006: Segundo Lugar geral no Rally America PGT Class Championship [Flatirons Tuning 429 WRX]
- 2006: Formula Drift Championship-Terceiro lugar geral [McKinney Nissan Silvia]
- 2007: Rally America Series-Quarto lugar (6 pódios)[2]
- 2007: Campeão Formula Drift Pro Drift  [Rockstar-AEM 350z][3]
- 2007: Medalista X Games Rally Gold [Rockstar Subaru STI]
- 2008: Medalista de prata X Games Rally  [Rockstar Subaru STI]
- 2008: Competidor da Corrida dos Campeões
- 2008: Campeão da Formula Drift Pro Drift [Rockstar-AEM 350z][4]
- 2009: Sexto lugar na Formula Drift  (com 3 pódios) [Rockstar-Scion Scion TC][5]
- 2009: Competidor da Corrida dos Campeões
- 2010: Medalista de prata na Formula Drift [Rockstar-Scion Scion TC][6]
- 2010: Medalista de ouro no X Games Super Rally  [Rockstar-Etnies Ford Fiesta][7]
- 2010: Medalista de ouro no X Games Rally  [Rockstar-Etnies Ford Fiesta][8]
- 2010: Competidor da Corrida dos Campeões
- 2010: Medalista de ouro no Gymkhana Grid AWD Division [Rockstar-Etnies Ford Fiesta][9]
- 2011: Recordista mundial de salto mais longo em um veículo de quatro rodas  (332 feet)[10]
- 2011: Recordista mundial de velocidade indoor (87 MPH in Rockstar-Etnies Ford Fiesta Rallycross Car)
- 2011: Medalista de prata no European Rallycross Championship  [Rockstar-Etnies Ford Fiesta][11]
- 2011: Campeão do Campeonato Mundial de Rallycross  [Rockstar-Etnies Ford Fiesta][12]
- 2012: Recordista mundial por giro mais longo em um carro (60 pés de diametro)[13]
- 2012: Campeão do Campeonato Mundial de Rallycross  [Rockstar-Etnies Ford Fiesta][14]

## TVeCinema

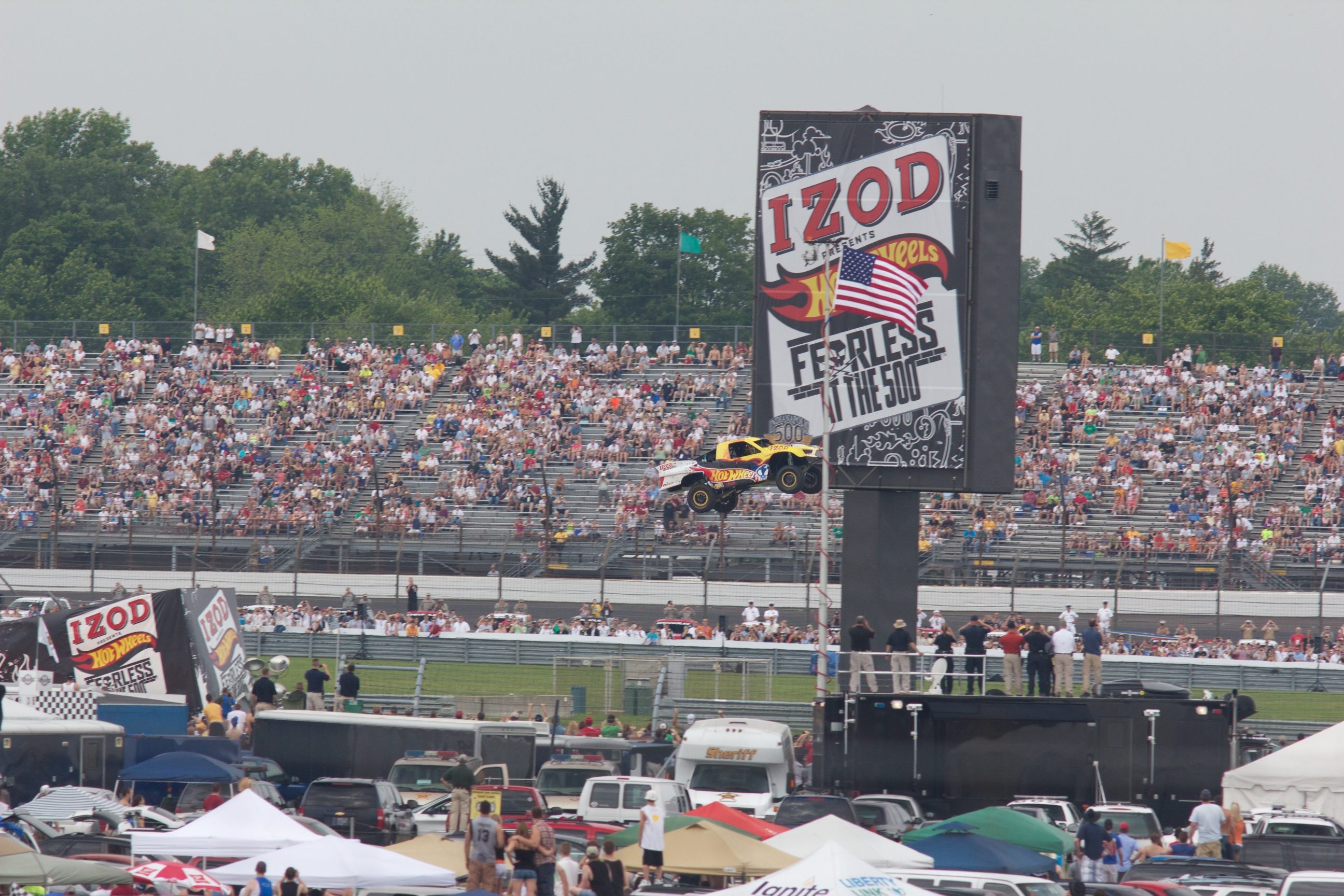
Tanner Foust para Team Hot Wheels saltando em todo o Indianapolis Motor Speedway infield no quarto giro.

- 2005: The Dukes of Hazzard Acrobacias
- 2005-2007: Rally America Como ele próprio
- 2005-2007: Formula D Como ele próprio
- 2005-2007: Auto Access Anfitrião
- 2006: Import Racers: "Bull Run" Como ele próprio
- 2006: CSI: Miami: "Driven" Dublê de motorista
- 2006: Fast & Furious: Tokyo Drift Dublê de motorista
- 2006: Master of Champions: "Premiere" Participante
- 2007: RM Classic Car Auction Anfitrião
- 2007: Redline TV Anfitrião
- 2007: Dirt (série): "Ita Missa Est" Dublê
- 2007: The Bourne Ultimatum Intérprete de dublê
- 2007: Numb3rs: "Velocity" Dublê de motorista
- 2008: Top Gear (NBC) Anfitrião
- 2008: Mad Skills: Rhys Millen Is the Kiwi Drifter Como ele próprio
- 2008-2009: SuperCars Exposed Anfitrião
- 2009: Fast & Furious Dublê
- 2009: Street Customs: "GTO" Como ele próprio
- 2010: Battle of the Supercars Como ele próprio
- 2010: Iron Man 2 Dublê
- 2010-presente: Top Gear (U.S.) Anfitrião
- 2011: Hot Wheels: Fearless at the 500 Como ele próprio
- 2012: Red Dawn Dublê